# Austwick Beck
Der Austwick Beck ist ein Bach in North Yorkshire, England und entsteht am südöstlichen Rand des Ingleborough und fließt in südlicher Richtung östlich am Dorf Austwick entlang, wo er zwei Clapper bridges unterquert und bildet mit Clapham Beck und Kettles Beck den Wenning, einen Zufluss des Lune.